# The Man Behind the Mask
The Man Behind the Mask è un cortometraggio muto del 1914 diretto da Warwick Buckland.

## Trama
Nel diciottesimo secolo, una ragazza nasconde un bandito ricercato dai Bow Street Runners.

## Produzione
Il film fu prodotto dalla Hepworth.

## Distribuzione
Distribuito dalla Hepworth, il film - un cortometraggio in una bobina - uscì nelle sale cinematografiche britanniche nel febbraio 1914.
Si conoscono pochi dati del film che, prodotto dalla Hepworth, fu distrutto nel 1924 dallo stesso produttore, Cecil M. Hepworth. Fallito, in gravissime difficoltà finanziarie, il produttore pensò in questo modo di poter almeno recuperare il nitrato d'argento della pellicola.